# انجمن برادری پیشارافائلی

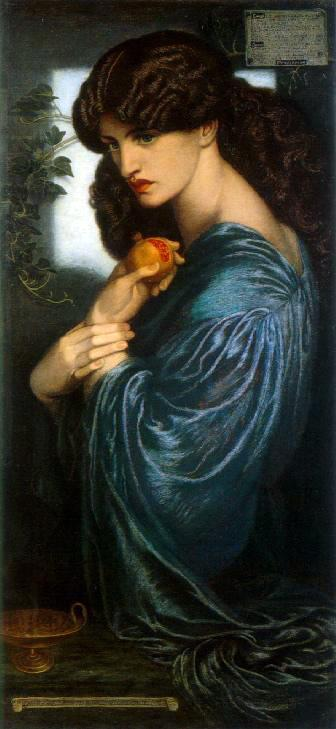
پرُسِرپاین اثر دانته گابریل روستی، رنگ‌روغن روی بوم، ۱۸۷۴.

انجمن برادری پیشارافائلی (به انگلیسی: The Pre-Raphaelite Brotherhood) معروف به پیشارافائلی‌ها (Pre-Raphaelites) گروهی متشکل از نقاشان، شاعران و منتقدان بریتانیایی بود که در سال ۱۸۴۸ توسط ویلیام هولمن هانت، جان اِورت میلایس و دانته گابریل روستی تشکیل شد. پس از مدت کوتاهی ویلیام میکائیل روستی، جیمز کلینسون، فردریک جورج استفانس و توماس وولنر نیز به بنیان‌گذاران این گروه پیوستند تا «انجمن برادری» هفت عضو داشته باشد.
این گروه از نقاشان جوان بریتانیایی در واکنشی علیه آکادمی سلطنتی، یعنی آنچه که آنان نقاشی‌های بی‌محتوا و تاریخی ساختگی می‌دانستند، با یکدیگر متحد شدند تا به بیان تازه‌ای از معنویتی جدی و خالص دست یابند.
والتر هاول دِوِرِل که یکی از اعضای فعال انجمن به‌شمار می‌آمد کاشف الیزابت سیدل مشهورترین مدل نقاشی این دوران بود.